# Décès en mars 2022
Décès
- 2018
- 2019
- 2020
- 2021
- 2022
- 2023
- 2024
- 2025
- 2026

Pour une information complémentaire, voir la page d'aide.

| Date     | Nom                                       | Activités                                                                            | Âge | Source |
| -------- | ----------------------------------------- | ------------------------------------------------------------------------------------ | --- | ------ |
| 1er mars | Bernard Arcadio                           | Pianiste, compositeur, arrangeur musical et chef d'orchestre français.               | 76  |        |
| 1er mars | Brahim Boutaleb                           | Universitaire, historien et homme politique marocain.                                | 84  |        |
| 1er mars | Louis-Marie Houdebine                     | Biologiste français.                                                                 | 79  |        |
| 1er mars | Conrad Janis                              | Acteur américain.                                                                    | 94  | (en)   |
| 1er mars | Alevtina Kolchina                         | Fondeuse soviétique, multiple médaillée olympique (1956, 1964, 1968).                | 91  | (ru)   |
| 2 mars   | Johnny Brown                              | Acteur et chanteur américain.                                                        | 84  | (en)   |
| 2 mars   | Robert Cohen                              | Boxeur français.                                                                     | 91  |        |
| 2 mars   | Olivier Cousi                             | Avocat français et bâtonnier de Paris.                                               | 62  |        |
| 2 mars   | Evérard Daigle                            | Homme politique canadien.                                                            | 96  |        |
| 2 mars   | Alan Ladd Jr.                             | Producteur américain.                                                                | 84  | (en)   |
| 2 mars   | Autherine Lucy                            | Militante américaine.                                                                | 92  | (en)   |
| 2 mars   | Moussa Okanla                             | Homme politique béninois.                                                            | 71  |        |
| 2 mars   | Jean-Pierre Pernaut                       | Animateur et journaliste de télévision français.                                     | 71  |        |
| 2 mars   | Volodymyr Strouk                          | Homme politique ukrainien.                                                           | 57  | (en)   |
| 2 mars   | Frédérick Tristan                         | Écrivain et poète français.                                                          | 90  |        |
| 2 mars   | Tony Walton                               | Directeur artistique, décorateur et costumier britannique.                           | 87  | (en)   |
| 3 mars   | Tim Considine                             | Acteur, scénariste et réalisateur américain.                                         | 81  | (en)   |
| 3 mars   | Bruce Johnstone                           | Pilote automobile sud-africain.                                                      | 85  | (en)   |
| 3 mars   | Abuna Merkorios                           | Prêtre éthiopien.                                                                    | 83  | (en)   |
| 3 mars   | Kyōtarō Nishimura                         | Écrivain japonais.                                                                   | 91  | (en)   |
| 3 mars   | Shane Olivea                              | Joueur américain de football américain.                                              | 40  | (en)   |
| 3 mars   | Clément Richard                           | Avocat et homme politique canadien.                                                  | 83  |        |
| 3 mars   | William Samb                              | Homme politique papou-néo-guinéen.                                                   | 48  | (en)   |
| 3 mars   | Valeriy Tchybineyev                       | Tireur d'élite ukrainien.                                                            | 34  | (uk)   |
| 3 mars   | Maryan Wisniewski                         | Footballeur français.                                                                | 85  |        |
| 3 mars   | Dean Woods                                | Coureur cycliste australien, multiple médaillé olympique (1984, 1988, 1996).         | 55  | (en)   |
| 3 mars   | Yuan-Shih Chow                            | Mathématicien et professeur d'université chinois.                                    | 97  | (en)   |
| 4 mars   | Guido Anzile                              | Coureur cycliste franco-italien.                                                     | 93  |        |
| 4 mars   | Anne Beaumanoir                           | Médecin et résistante française.                                                     | 98  |        |
| 4 mars   | Jean-Guy Guilbault                        | Homme d'affaires et homme politique canadien.                                        | 90  |        |
| 4 mars   | Peter Marcuse                             | Avocat et professeur émérite d'urbanisme germano-américain.                          | 93  | (en)   |
| 4 mars   | Paula Marosi                              | Escrimeuse hongroise, championne et médaillée d'argent olympique (1964, 1968).       | 85  | (hu)   |
| 4 mars   | Rod Marsh                                 | Joueur de cricket australien.                                                        | 74  | (en)   |
| 4 mars   | Bill Phipps                               | Chef religieux et militant de la justice sociale canadien.                           | 79  | (en)   |
| 4 mars   | Mitch Ryan                                | Acteur américain.                                                                    | 88  | (en)   |
| 4 mars   | Shane Warne                               | Joueur de cricket australien.                                                        | 52  | (en)   |
| 5 mars   | Agostino Cacciavillan                     | Cardinal de la curie romaine italien.                                                | 95  | (it)   |
| 5 mars   | Vladimir Joga                             | Soldat russo-ukrainien.                                                              | 28  | (ru)   |
| 5 mars   | Antonio Martino                           | Universitaire et homme politique italien.                                            | 79  | (it)   |
| 6 mars   | Robbie Brightwell                         | Athlète britannique, médaillé d'argent aux Jeux olympiques d'été de 1964.            | 82  | (en)   |
| 6 mars   | Margit Korondi                            | Gymnaste hongroise, multiple médaillée olympique (1952, 1956).                       | 89  | (en)   |
| 6 mars   | Luc Laventure                             | Journaliste et réalisateur français.                                                 | 77  |        |
| 6 mars   | Pavlo Lee                                 | Acteur et présentateur de télévision ukrainien.                                      | 33  | (en)   |
| 6 mars   | Frank O'Farrell                           | Footballeur et entraîneur irlandais.                                                 | 94  | (en)   |
| 6 mars   | Pau Riba                                  | Chanteur espagnol.                                                                   | 73  | (es)   |
| 6 mars   | Giuseppe Wilson                           | Footballeur anglo-italien.                                                           | 76  | (it)   |
| 7 mars   | Paul Anderson                             | Skipper britannique, médaillé de bronze aux Jeux olympiques d'été de 1968.           | 87  | (en)   |
| 7 mars   | Per Magnar Arnstad                        | Chef d'entreprise et homme politique norvégien.                                      | 84  |        |
| 7 mars   | Berkrerk Chartvanchai                     | Boxeur thaïlandais.                                                                  | 77  | (th)   |
| 7 mars   | Vitali Guerassimov                        | Militaire russe.                                                                     | 44  | (en)   |
| 7 mars   | Avraham Hirschson                         | Homme politique israélien.                                                           | 81  | (en)   |
| 7 mars   | Mia Ikumi                                 | Mangaka japonaise.                                                                   | 42  |        |
| 7 mars   | Oleksandr Martchenko                      | Homme politique ukrainien.                                                           | 57  | (uk)   |
| 7 mars   | Geoffrey Thorndike Martin                 | Égyptologue britannique.                                                             | 87  | (en)   |
| 7 mars   | Jean Mouchel                              | Homme politique et romancier français.                                               | 93  |        |
| 7 mars   | Iouriy Prylypko                           | Homme politique ukrainien, maire d'Hostomel.                                         | 61  | (es)   |
| 7 mars   | Geneviève Ryckmans                        | Femme politique belge.                                                               | 92  |        |
| 7 mars   | Muhammad Rafiq Tarar                      | Homme d'État pakistanais.                                                            | 92  | (en)   |
| 7 mars   | Héctor Vargas                             | Évêque catholique chilien.                                                           | 70  | (es)   |
| 8 mars   | Tomás Boy                                 | Joueur puis entraîneur de football mexicain.                                         | 69  | (en)   |
| 8 mars   | René Clemencic                            | Compositeur, claveciniste et musicologue autrichien.                                 | 94  |        |
| 8 mars   | Grandpa Elliott                           | Chanteur de blues américain.                                                         | 77  | (en)   |
| 8 mars   | Gordon Lee                                | Joueur puis entraîneur de football britannique.                                      | 87  | (en)   |
| 8 mars   | Georges Michel                            | Joueur français de rugby à XV.                                                       | 75  |        |
| 8 mars   | John Parlett                              | Athlète britannique.                                                                 | 96  | (en)   |
| 8 mars   | José Samuel Pereira Lupi                  | Rejoneador portugais.                                                                | 90  | (es)   |
| 8 mars   | Dominique Warluzel                        | Avocat suisse.                                                                       | 64  |        |
| 8 mars   | Sergueï Vladimirovitch Mandreko           | Footballeur international russe.                                                     | 50  | (de)   |
| 8 mars   | Yuriko                                    | Danseuse et chorégraphe américaine.                                                  | 102 | (en)   |
| 9 mars   | Justice Christopher                       | Joueur de football nigérian.                                                         | 40  | (en)   |
| 9 mars   | Inge Deutschkron                          | Femme de lettres et journaliste israélienne.                                         | 99  | (en)   |
| 9 mars   | Zofia Gołubiew                            | Historienne de l'art et muséologue polonaise.                                        | 79  | (pl)   |
| 9 mars   | Liliane Korb                              | Romancière française.                                                                | 82  |        |
| 9 mars   | John Korty                                | Réalisateur, scénariste et producteur de cinéma américain.                           | 85  | (en)   |
| 9 mars   | Jimmy Lydon                               | Acteur, producteur et réalisateur américain.                                         | 98  | (en)   |
| 9 mars   | Yves Michalon                             | Écrivain et éditeur français.                                                        | 77  |        |
| 9 mars   | Bernard Talon                             | Homme politique français                                                             | 91  |        |
| 10 mars  | Sorapong Chatree                          | Acteur thaïlandais.                                                                  | 71  | (th)   |
| 10 mars  | Georges Ginoux                            | Homme politique français.                                                            | 88  |        |
| 10 mars  | Jürgen Grabowski                          | Joueur de football allemand.                                                         | 77  |        |
| 10 mars  | Roustam Ibraguimbekov                     | Scénariste, dramaturge et producteur azerbaïdjanais.                                 | 83  | (az)   |
| 10 mars  | Alain Maneval                             | Animateur de radio et de télévision français.                                        | 69  |        |
| 10 mars  | Gérard Mauduy                             | Joueur puis entraîneur de rugby à XV français.                                       | 84  |        |
| 10 mars  | Odalis Pérez                              | Lanceur de baseball dominicain.                                                      | 44  | (en)   |
| 10 mars  | Édith Tavert-Kloeckner                    | Joueuse française de basket-ball.                                                    | 93  |        |
| 10 mars  | Mario Terán                               | Militaire bolivien.                                                                  | 79  |        |
| 11 mars  | Amarande                                  | Actrice et auteure française.                                                        | 88  |        |
| 11 mars  | Rupiah Banda                              | Homme d'État zambien.                                                                | 85  | (en)   |
| 11 mars  | Traci Braxton                             | Auteur-interprète américaine.                                                        | 50  | (en)   |
| 11 mars  | Paul Genevay                              | Athlète français, médaillé de bronze aux Jeux olympiques d'été de 1964.              | 83  |        |
| 11 mars  | Andreï Kolesnikov                         | Major général de l'armée de terre russe.                                             | 45  | (en)   |
| 11 mars  | Jun Kondō                                 | Physicien théoricien japonais.                                                       | 92  | (en)   |
| 11 mars  | Timmy Thomas                              | Musicien, auteur-compositeur-interprète et producteur de rhythm and blues américain. | 77  | (en)   |
| 11 mars  | Yves Trudel                               | Acteur canadien.                                                                     | 72  |        |
| 11 mars  | Laurent Vimont                            | Homme d'affaires français.                                                           | 61  |        |
| 12 mars  | Gary Gresdal                              | Joueur de hockey sur glace canadien.                                                 | 75  | (en)   |
| 12 mars  | Pentti Karvonen                           | Athlète finlandais, spécialiste des courses de fond.                                 | 90  | (fi)   |
| 12 mars  | Alain Krivine                             | Homme politique français.                                                            | 80  |        |
| 12 mars  | Karl Auguste Offmann                      | Homme d'État mauricien.                                                              | 81  |        |
| 12 mars  | Pete St. John                             | Auteur-compositeur-interprète irlandais.                                             | 90  | (en)   |
| 12 mars  | Jessica Williams                          | Pianiste et organiste de jazz américaine.                                            | 73  | (en)   |
| 13 mars  | Micaela Cousino                           | Aristocrate française, épouse du comte de Paris.                                     | 83  |        |
| 13 mars  | Vic Elford                                | Pilote automobile britannique.                                                       | 86  |        |
| 13 mars  | William Hurt                              | Acteur et producteur américain.                                                      | 71  |        |
| 13 mars  | Ajdar Ismayilov                           | Docteur en philosophie et homme politique azerbaïdjanais.                            | 83  | (az)   |
| 13 mars  | Brent Renaud                              | Journaliste, photographe et cinéaste américain.                                      | 50  | (en)   |
| 14 mars  | Brigitte Chamarande                       | Actrice française.                                                                   | 68  |        |
| 14 mars  | Martin Parfait Aimé Coussoud-Mavoungou    | Homme politique congolais.                                                           | 62  |        |
| 14 mars  | Gianluca Ferraris                         | Écrivain et journaliste italien.                                                     | 45  | (it)   |
| 14 mars  | Charles Greene                            | Athlète américain, champion et médaillé de bronze aux Jeux olympiques d'été de 1968. | 76  | (en)   |
| 14 mars  | Scott Hall                                | Catcheur américain.                                                                  | 63  |        |
| 14 mars  | Jorge Silva Melo                          | Cinéaste portugais.                                                                  | 73  | (pt)   |
| 14 mars  | Akira Takarada                            | Acteur japonais.                                                                     | 87  | (en)   |
| 14 mars  | Steve Wilhite                             | Informaticien américain.                                                             | 74  |        |
| 14 mars  | Pierre Zakrzewski                         | Journaliste et cadreur franco-irlandais.                                             | 55  |        |
| 15 mars  | Lauro Cavazos                             | Homme politique américain.                                                           | 95  | (en)   |
| 15 mars  | Jean-Pierre Corteggiani                   | Égyptologue français.                                                                | 79  |        |
| 15 mars  | Alain Lebaube                             | Journaliste et écrivain français.                                                    | 77  |        |
| 15 mars  | Tony Marchi                               | Footballeur et entraîneur anglais.                                                   | 89  | (en)   |
| 15 mars  | Oleg Mitiaïev                             | Major général russe.                                                                 | 48  | (en)   |
| 15 mars  | Nina Novak                                | Primabalerna, chorégraphe, directrice de ballet et professeure de danse polonaise.   | 98  | (es)   |
| 15 mars  | Eugene Parker                             | Astrophysicien américain.                                                            | 94  | (en)   |
| 15 mars  | Jean Potvin                               | Joueur de hockey sur glace canadien.                                                 | 72  |        |
| 16 mars  | Egidius Braun                             | Président de la Fédération allemande de football.                                    | 97  | (de)   |
| 16 mars  | Gérard Moss                               | Pilote, ingénieur, conférencier, écologiste et explorateur suisse-brésilien.         | 66  | (pt)   |
| 16 mars  | Richard Stevenson                         | Journaliste et écrivain américain.                                                   | 83  | (en)   |
| 16 mars  | Kunimitsu Takahashi                       | Pilote de Grand Prix moto et auto japonais.                                          | 82  |        |
| 16 mars  | Pete Ward                                 | Joueur de baseball canadien.                                                         | 84  | (en)   |
| 17 mars  | Christopher Alexander                     | Anthropologue et architecte américain.                                               | 85  | (en)   |
| 17 mars  | Pascal Beaudet                            | Homme politique français.                                                            | 65  |        |
| 17 mars  | Peter Bowles                              | Acteur britannique.                                                                  | 85  | (en)   |
| 17 mars  | Oksana Chvets                             | Actrice ukrainienne.                                                                 | 67  |        |
| 17 mars  | Artem Datsychyne                          | Danseur de ballet ukrainien.                                                         | 43  | (en)   |
| 17 mars  | Jean-Pierre Demailly                      | Mathématicien français.                                                              | 64  |        |
| 17 mars  | Dru C. Gladney                            | Anthropologue américain.                                                             | 65  | (en)   |
| 17 mars  | Jaroslav Kurzweil                         | Mathématicien tchèque.                                                               | 95  | (en)   |
| 17 mars  | Tony Nash                                 | Bobeur britannique.                                                                  | 85  | (en)   |
| 17 mars  | Jean-Luc Ribar                            | Footballeur français.                                                                | 57  |        |
| 17 mars  | Tadao Satō                                | Critique de cinéma Japonais.                                                         | 91  | (ja)   |
| 18 mars  | Tom Barrise                               | Entraîneur américain de basket-ball.                                                 | 68  | (en)   |
| 18 mars  | Ezio Damolin                              | Coureur du combiné nordique et sauteur à ski italien.                                | 77  | (it)   |
| 18 mars  | Michel Holley                             | Architecte français.                                                                 | 97  |        |
| 18 mars  | Chaim Kanievsky                           | Rabbin israélien.                                                                    | 94  |        |
| 18 mars  | Bernabé Martí                             | Artiste lyrique espagnol.                                                            | 93  | (es)   |
| 18 mars  | Philippe Nassif                           | Journaliste et écrivain français.                                                    | 50  |        |
| 18 mars  | Borys Romantchenko                        | Survivant des camps de concentration allemands de Buchenwald ukrainien.              | 96  | (de)   |
| 18 mars  | Don Young                                 | Homme politique américain.                                                           | 88  |        |
| 19 mars  | Shahabuddin Ahmed                         | Juge, homme politique et avocat bangladais.                                          | 92  | (en)   |
| 19 mars  | Federico Martín Aramburú                  | Joueur argentin de rugby à XV.                                                       | 42  |        |
| 19 mars  | Pierre Carron                             | Peintre et sculpteur français.                                                       | 89  |        |
| 19 mars  | Michail Jurowski                          | Chef d'orchestre russo-allemand.                                                     | 76  |        |
| 19 mars  | Scoey Mitchell                            | Acteur américain.                                                                    | 92  | (en)   |
| 19 mars  | Pierre Naftule                            | Écrivain suisse.                                                                     | 61  | (fr)   |
| 19 mars  | Andreï Pali                               | Psychologue militaire russe.                                                         | 51  | (ru)   |
| 19 mars  | Marian Zembala                            | Médecin et homme politique polonais.                                                 | 72  | (pl)   |
| 19 mars  | Roberts Ķīlis                             | Universitaire letton.                                                                | 54  | (lv)   |
| 20 mars  | Raimon Carrasco                           | Chef d'entreprise espagnol.                                                          | 98  | (es)   |
| 20 mars  | Adriana Hoffmann                          | Biologiste et botaniste chilienne.                                                   | 82  | (es)   |
| 20 mars  | Jacques Monférier                         | Professeur de littérature française et universitaire français.                       | 88  |        |
| 20 mars  | Jacqueline Teyssier                       | Résistante française.                                                                | 98  |        |
| 20 mars  | Reine Wisell                              | Pilote automobile suédois.                                                           | 80  | (sv)   |
| 21 mars  | Shinji Aoyama                             | Réalisateur et écrivain japonais.                                                    | 57  | (ja)   |
| 21 mars  | Soumeylou Boubèye Maïga                   | Homme d'État malien.                                                                 | 67  |        |
| 21 mars  | Samuel Cabrera                            | Coureur cycliste colombien.                                                          | 61  |        |
| 21 mars  | Yvan Colonna                              | Berger et militant nationaliste corse.                                               | 61  |        |
| 21 mars  | Lawrence Dane                             | Acteur, réalisateur et scénariste canadien.                                          | 84  | (en)   |
| 21 mars  | Gérard Istace                             | Homme politique français.                                                            | 86  |        |
| 21 mars  | Vitali Melnikov                           | Cinéaste russe.                                                                      | 93  | (ru)   |
| 21 mars  | Nikolaï Osyanin                           | Entraîneur de football soviétique.                                                   | 80  | (ru)   |
| 21 mars  | Mohammad Reyshahri                        | Homme politique et théologien iranien.                                               | 75  | (en)   |
| 21 mars  | Rodolfo Sacco                             | Juriste, résistant et universitaire italien.                                         | 98  | (it)   |
| 21 mars  | Eva-Ingeborg Scholz                       | Actrice allemande.                                                                   | 94  | (de)   |
| 21 mars  | Raymond Séguy                             | Évêque émérite français.                                                             | 92  |        |
| 21 mars  | Fevzi Zemzem                              | Joueur de football international et entraîneur turc.                                 | 80  |        |
| 22 mars  | Jean-Paul Auffray                         | Physicien et historien des sciences français.                                        | 95  |        |
| 22 mars  | Liane Daydé                               | Danseuse française.                                                                  | 90  |        |
| 22 mars  | Elspeth Howe                              | Femme politique britannique.                                                         | 90  | (en)   |
| 22 mars  | Tadao Mitome                              | Photographe japonais.                                                                | 83  | (ja)   |
| 22 mars  | Pierre Papadiamandis                      | Pianiste et compositeur français d'origine grecque.                                  | 85  |        |
| 22 mars  | Alain Pons                                | Philosophe français.                                                                 | 92  |        |
| 22 mars  | Jacques Rougerie                          | Historien français.                                                                  | 90  |        |
| 22 mars  | Rick Sutherland                           | Pilote automobile américain.                                                         | 65  | (en)   |
| 23 mars  | Amina Mohamed Abdi                        | Femme politique somalienne.                                                          | 40  | (en)   |
| 23 mars  | Madeleine Albright                        | Diplomate, femme politique et femme d'affaires américaine.                           | 84  |        |
| 23 mars  | Raven Alexis                              | Actrice de films pornographiques américaine.                                         | 35  |        |
| 23 mars  | Charles de Hesse-Cassel                   | Aristocrate allemand.                                                                | 84  | (en)   |
| 23 mars  | Joël Houssin                              | Écrivain de science-fiction et de roman policier français.                           | 68  |        |
| 23 mars  | Edward Johnson III                        | Homme d'affaires et entrepreneur américain.                                          | 91  | (en)   |
| 23 mars  | Didier Séverin                            | Musicien suisse.                                                                     | 51  |        |
| 24 mars  | John Andrews                              | Architecte brutaliste australien.                                                    | 88  | (en)   |
| 24 mars  | Kirk Baptiste                             | Athlète américain, médaillé d'argent aux Jeux olympiques d'été de 1984.              | 59  | (en)   |
| 24 mars  | Dieter Bokeloh                            | Sauteur à ski allemand.                                                              | 80  | (de)   |
| 24 mars  | Paul de Casteljau                         | Mathématicien et physicien français.                                                 | 91  |        |
| 24 mars  | John McLeod                               | Compositeur britannique.                                                             | 88  | (en)   |
| 24 mars  | Luis Roldán                               | Homme politique espagnol.                                                            | 78  | (es)   |
| 24 mars  | Gil Stein                                 | Avocat américain, président de la Ligue nationale de hockey (1992-1993).             | 94  |        |
| 25 mars  | Grace Alele-Williams                      | Mathématicienne nigériane.                                                           | 89  | (en)   |
| 25 mars  | Birago Balzano                            | Dessinateur de bandes dessinées italien.                                             | 86  | (it)   |
| 25 mars  | Reza Baraheni                             | Écrivain et poète iranien.                                                           | 86  |        |
| 25 mars  | Mira Calix                                | Compositrice britannique.                                                            | 52  | (en)   |
| 25 mars  | John Chapple                              | Homme politique britannique.                                                         | 90  | (en)   |
| 25 mars  | Joaquin Ferrer                            | Artiste peintre, dessinateur et graveur cubain .                                     | 93  |        |
| 25 mars  | Françoise Guimbert                        | Chanteuse française.                                                                 | 76  |        |
| 25 mars  | Dirck Halstead                            | Photographe de guerre américain.                                                     | 85  | (en)   |
| 25 mars  | Taylor Hawkins                            | Batteur, musicien et parolier américain.                                             | 50  | (en)   |
| 25 mars  | Kathryn Hays                              | Actrice américaine.                                                                  | 87  | (en)   |
| 25 mars  | Philip Jeck                               | Compositeur électro-acoustique britannique.                                          | 69  | (en)   |
| 25 mars  | Maksym Kagal                              | Kickboxeur ukrainien.                                                                | 30  |        |
| 25 mars  | Gérard Lopez                              | Psychiatre français.                                                                 | 73  |        |
| 26 mars  | Claudette Bradshaw                        | Femme politique canadienne.                                                          | 72  |        |
| 26 mars  | Gianni Cavina                             | Acteur italien.                                                                      | 81  | (en)   |
| 26 mars  | Gabriel Hudon                             | Terroriste canadien.                                                                 | 80  |        |
| 26 mars  | Garry Leach                               | Auteur de bande dessinée britannique.                                                | 67  | (en)   |
| 26 mars  | Tina May                                  | Chanteuse de jazz britannique.                                                       | 60  | (en)   |
| 26 mars  | Aimé Mignot                               | Joueur, puis entraîneur de football français.                                        | 89  |        |
| 27 mars  | Lars Bloch                                | Acteur et producteur danois.                                                         | 83  | (it)   |
| 27 mars  | Titus Buberník                            | Joueur de football international slovaque.                                           | 86  | (sk)   |
| 27 mars  | Marc Côte                                 | Géographe français.                                                                  | 87  |        |
| 27 mars  | Jean-Louis Faure                          | Acteur et directeur artistique français.                                             | 68  |        |
| 27 mars  | Aïaz Mutalibov                            | Homme d'État azerbaïdjanais.                                                         | 83  | (en)   |
| 27 mars  | Martin Pope                               | Chimiste américain.                                                                  | 103 | (en)   |
| 27 mars  | Raphy, de son vrai nom Raphaël Gazrighian | Peintre français d'origine arménienne.                                               | 95  |        |
| 27 mars  | Aleksandra Zabelina                       | Escrimeuse soviétique, triple championne olympique (1960, 1968, 1972).               | 85  | (ru)   |
| 28 mars  | Marvin J. Chomsky                         | Réalisateur et producteur américain.                                                 | 92  | (en)   |
| 28 mars  | Marion Créhange                           | Scientifique française.                                                              | 84  |        |
| 28 mars  | Naci Erdem                                | Joueur international de football turc.                                               | 91  | (tr)   |
| 28 mars  | Eugene Melnyk                             | Homme d'affaires et mécène canadien.                                                 | 62  |        |
| 28 mars  | Antonios Naguib                           | Cardinal égyptien, patriarche émérite copte d'Alexandrie.                            | 87  |        |
| 29 mars  | Paul Herman                               | Acteur américain.                                                                    | 76  |        |
| 29 mars  | István Hildebrand                         | Directeur de la photographie hongrois.                                               | 93  | (hu)   |
| 29 mars  | Jacqueline Jencquel                       | Militante française pour le droit à mourir dans la dignité.                          | 78  |        |
| 29 mars  | Cécile Mulaire                            | Écrivaine canadienne.                                                                | 89  |        |
| 29 mars  | Ruediger de Saxe                          | Aristocrate allemand.                                                                | 68  | (de)   |
| 30 mars  | Mathew Cheriankunnel                      | Prêtre catholique indien.                                                            | 91  | (it)   |
| 30 mars  | Bruno Dubernat                            | Acteur et directeur artistique français.                                             | 60  |        |
| 30 mars  | Margarito Pánfilo Estrada Espinoza        | Auteur-compositeur-interprète mexicain.                                              | 87  | (es)   |
| 30 mars  | Egon Franke                               | Escrimeur polonais, triple médaillé olympique (1964, 1968).                          | 86  | (pl)   |
| 30 mars  | Roger Laouenan                            | Écrivain et historien français.                                                      | 89  |        |
| 30 mars  | Enrique Ortez Colindres                   | Homme politique hondurien.                                                           | 90  | (es)   |
| 30 mars  | Tom Parker                                | Chanteur britannique.                                                                | 33  | (en)   |
| 30 mars  | Jacques Rosner                            | Acteur et metteur en scène français.                                                 | 86  |        |
| 30 mars  | Willy Vanden Berghen                      | Coureur cycliste belge, médaillé de bronze aux Jeux olympiques d'été de 1960.        | 82  |        |
| 31 mars  | Guéorgui Atanassov                        | Homme politique bulgare.                                                             | 88  | (bg)   |
| 31 mars  | Rıdvan Bolatlı                            | Footballeur international turc.                                                      | 93  | (tr)   |
| 31 mars  | Patrick Demarchelier                      | Photographe de mode français.                                                        | 78  |        |
| 31 mars  | Zoltán Friedmanszky                       | Joueur et entraîneur de football hongrois.                                           | 87  | (hu)   |
| 31 mars  | Richard Howard                            | Poète, traducteur et journaliste américain.                                          | 92  | (en)   |
| 31 mars  | Joseph Kalichstein                        | Pianiste américain.                                                                  | 76  | (en)   |
| 31 mars  | Patricia MacLachlan                       | Écrivaine et romancière américaine.                                                  | 84  | (en)   |